# 鋼鉄協約
鋼鉄協約（こうてつきょうやく、ドイツ語: Stahlpakt、イタリア語: Patto d'Acciaio）は、イタリア王国とナチス・ドイツの合意協約。正式名称はドイツ・イタリア間の友情と同盟に関する協約（英：Pact of Friendship and Alliance between Germany and Italy）。1939年5月22日にイタリア外務大臣ガレアッツォ・チャーノとドイツ外務大臣ヨアヒム・フォン・リッベントロップによって調印、署名された。

## 概説
この協約は二つの部分からなる。一つはイタリア・ドイツ間の継続的な信頼と協力のあからさまな宣言であり、二つ目は「秘密補足議定書」で、軍事と経済に関する政治分野での団結の推進であった。しかしながら、調印者であったガレアッツォ・チャーノを含めてイタリア政府の一部の要人はこの協約に反対していた。
イタリアのドゥーチェであるベニート・ムッソリーニは、当初この合意を「血の協約」と称していたが、これはイタリア人に一般的に受け入れられなかったため、「鋼鉄協約」とした。

## 条項
一般的に鋼鉄協約はドイツとイタリアのどちらかの国に戦争が布告された際には、軍事などに関して直接それぞれの国を援助し、軍事面や戦時生産で協力する義務を負っていた。協約は互いの国が合意無しに講和する権利を保障していた。
この合意は戦争が3年以内の起こるとの仮定を基礎にしていた。ドイツは1939年9月1日にポーランドに侵攻し、同年9月2日にムッソリーニがイタリアの中立を宣言、さらに同年9月3日にはイギリスとフランスがドイツに対して宣戦布告、同年9月5日にはルーズベルト大統領がアメリカの中立を宣言する。
イタリアは戦争のための準備が不足しており、参戦義務を果たすことが難しかった。この結果、イタリアは1940年の6月の南仏侵攻未遂まで第二次世界大戦に参戦しなかった。
- 第1条：イタリアとドイツが「すべての共通の利益とヨーロッパ情勢を理解に至る」[1]ために互いに連絡するために滞在することが明記された。
- 第2条：イタリアとドイツに類似した外交政策の追求の義務を負わせており、例えばあらゆる「国際的事件」[1]の事柄に対して相互協議に入る両国の合意などがある
- 第3条：一方が戦争に突入した際の協約国の完全な軍事支援を約束している。
- 第4条：第3条の意図を補助しており、「軍事、戦争経済」[1] において大規模な協力の設立を促進する。第4条ではまたの経済的、軍事的協力を成し遂げるためにイタリアとドイツの間の緊密な連絡を支援した。
- 第5条：ドイツとイタリアがすべての未来の停戦に合意し、両国間の軍事計画での更なる支援の増加を強要した
- 第6条：イタリアとドイツ間の友好的な関係の維持の重要さが教え込まれている。
- 第7条：協約の効力についてで、協約は締結と同時に効力に入り1949年まで続くとされた。

### 秘密補足議定書

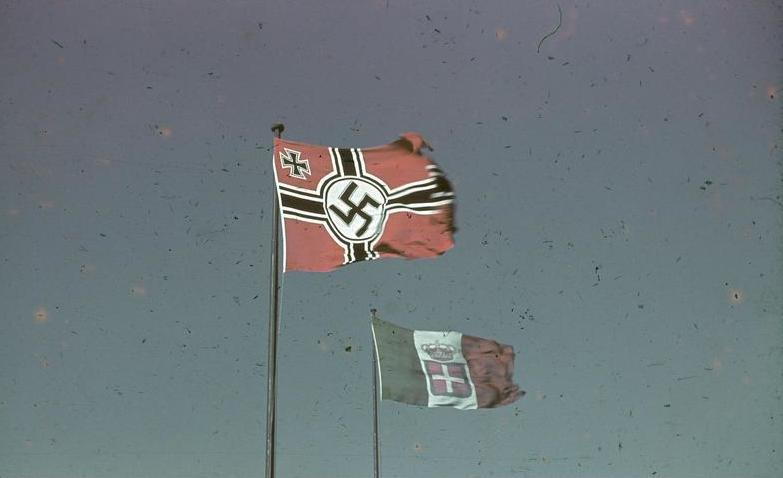
1943年6月、ローマの大使館ではためく両国の旗

秘密補足議定書は、二つの項に分かれており、調印当時は公開されていなかった。
第一項では彼らが即急に軍事経済協力に加わることを促しており、第二項では両国が「出版、ニュース、プロパガンダに関して」協力してファシズム枢軸の力とイメージを促進すると約束していた。これを助けるために、両国は外務大臣とともにそれぞれの国の「一人、または複数人の専門家」を相手国の首都に割り当て、緊密な連絡関係を築いた。

## 解消
第7条によれば協約は10年で終了することになっていた。しかし枢軸国が北アフリカ戦線で敗退し、1943年7月にはシチリア島侵攻が始まり、イタリアは連合国と9月に休戦を結んでいる。イタリアにはピエトロ・バドリオ元帥の新しい政府が設立され、連合国に寝返ることとなった。一方ムッソリーニは北イタリアでイタリア社会共和国を設立し、イタリア社会共和国は名目上この協約の調印国として継戦した。